# Maiorga

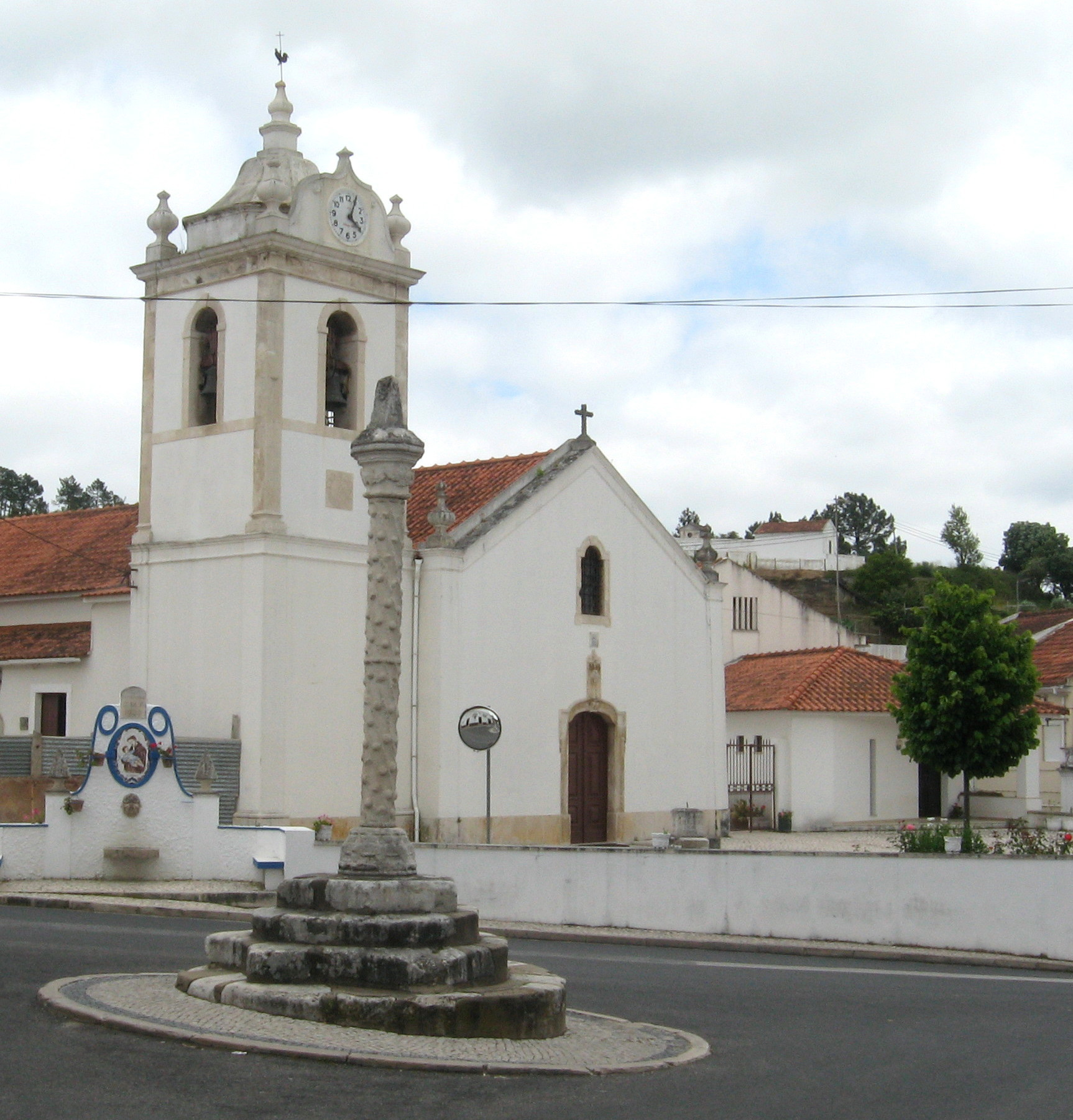
Pelourinho, 1514, mit Kirche São Lourenço

Maiorga ist eine portugiesische Gemeinde (Freguesia) im Kreis Alcobaça und im Distrikt Leiria, in der historischen Provinz Estremadura gelegen. Sie hat eine Fläche von 10,0 km² und 1846 Einwohner (Stand 19. April 2021). Zu der Gemeinde gehören neun weitere Ortschaften. Sie liegt 4 km von Alcobaça und 8 km von Nazaré und der Atlantikküste entfernt. Sie war eine der 13 Städte der Coutos de Alcobaça, des weltlichen Herrschaftsgebiets der Abtei von Alcobaça.

## Geografie
Bis zum 18. Jahrhundert lag Maiorga am Rande der Lagune von Pederneira. Diese zog sich von einer bei Pederneira, heute Nazaré genannt, etwa 200 Meter breiten Öffnung des ansonsten zum Atlantik hin die Küstenlinie bildenden Höhenzuges aus ins Hinterland auf eine Tiefe von 5 km und eine Länge von etwa 10 km. In den ersten Jahrhunderten nach der 1153 erfolgten Gründung des Klosters Alcobaça landeten bei Fervença, einem Ortsteil von Maiorga, die Schiffe an, um das im Bau befindliche Kloster zu versorgen. Diesen Weg nahmen auch die Mauren bei ihren wiederholten Einfällen in das von ihnen befreite Gebiet, wie bei dem Massaker von 1195, als sie alle in Alcobaça lebenden 95 Mönche umbrachten. Im 16. Jahrhundert nahm die Eutrophierung der Lagune zu und sie fiel im 18. Jahrhundert trocken, so dass sich binnen geologisch kurzer Zeit die Wasserfläche zu einem landwirtschaftlich sehr fruchtbaren Boden wandelte.

## Geschichte
Funde deuten darauf hin, dass Maiorga bereits zur römischen Zeit besiedelt war. Aus der maurischen Zeit gibt es keine Überlieferungen, urkundlich taucht Maiorga erst im Zusammenhang mit dem 1153 von Afonso Henriques, dem ersten König Portugals, Bernhard von Clairvaux, dem Abt des Zisterzienserklosters von Clairvaux, geschenkten Gebiet der Abtei Alcobaça auf. Die Mönche hatten auch auf den Anhöhen bei Maiorga Meierhöfe, so genannte granjas, zur Rekultivierung des ihnen überlassenen Gebiets gegründet. In Maiorga gehen hierauf noch die Quinta das Cidreiras und die heute teilweise zerstörte Quinta do Outeiro zurück. Die Quinta das Cidreiras diente zwischen dem 13. und 17. Jahrhundert auch als landwirtschaftliche Schule. Maiorga erhielt 1303 den Freibrief und damit das Gemeinderecht, im lateinischen Text des Freibriefs heißt die Stadt: Maiorica.  Der Name (lateinisch: die Größere, im Portugiesischen heißt dies auch die Größte) deutet auf die besondere Bedeutung, die Mairoga unter den 13 Städten der Coutos de Alcobaça in den ersten Jahrhunderten der Abtei besessen haben musste.

## Baudenkmäler

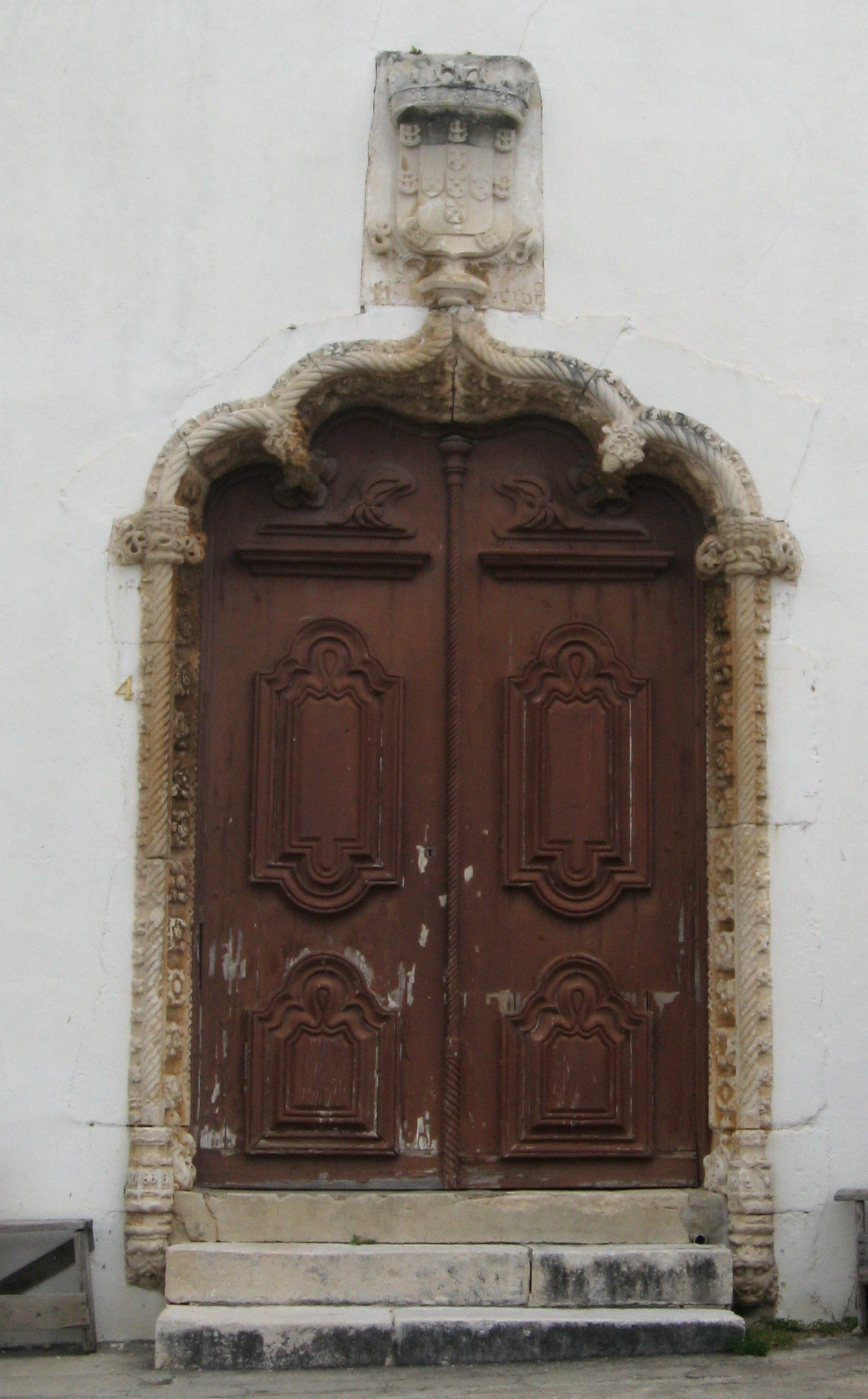
Manuelinisches Portal Kapelle Hl. Geist

Die aus der Gründungszeit überlieferte Kirche São Vicente gibt es nicht mehr, sie soll am Stadteingang gestanden haben, wo sich seit längerem nun ein Brunnen befindet. Ihm wird nachgesagt, dass in ihn hineinzublicken heilende Wirkung für die Augen habe. 1359 erhielt Maiorga das erste Stadtrecht, das bei der allgemeinen Stadtreform im Jahre 1514 durch König Manuel I. mit einem liberaleren Stadtstatut erneuert wurde, das auch Maiorga mehr Selbstverwaltung und eine niedere Gerichtsbarkeit einräumte. Aus dieser Zeit stammt auch der noch vorhandene Schandpfahl (Pelourinho, arme Sündersäule), der die Gerichtsbarkeit der Abtei von Alcobaça symbolisierte. Gegen die der Abtei gegenüber bestehenden Tributspflicht wehrten sich die Bürger Maiorgas mehrmals, aber ohne Erfolg. Unter dem Abt Afonso de Portugal (1509–1540), einem Sohn von König Manuel I., wurde Maiorga aufgeben, eine neue Kirche zu bauen, die Igreja de São Lourenço, die heute noch die Pfarrkirche ist. Aus dem 16. Jahrhundert stammt auch die Kapelle des Heiligen Geistes, die später auch Igreja de Misericórdia hieß und Teil der ab dem 17. Jahrhundert in den Coutos de Alcobaça eingerichteten Wohlfahrtspflege mit Herberge und Krankenhaus war. Diese Einrichtungen wurden in den Coutos 1775 zentral in Alcobaça zusammengelegt. Die Kapelle weist ein sehr schönes manuelinisches Portal auf. Heute dient die Kapelle als Ausstellungs- und Versammlungsraum. In Mairoga befanden sich große Speicher für die Abtei. In den landwirtschaftlichen Gütern wurde Saatgut für die ganzen Coutos erzeugt. Ab 1537 wurde dort auch eine Papiermühle betrieben. In den letzten Jahrhunderten der Abtei muss aber die Bedeutung von Maiorga – vermutlich mit dem Wegfall der Lagune – verblasst sein, die Bevölkerung ging zurück. Als die Herrschaft der Abtei im Jahre 1834 mit der staatlichen Schließung der Klöster in Portugal beendet wurde, verlor Maiorga sein Stadtrecht und ist seither eine Gemeinde im Landkreis Alcobaça.

## Gegenwart

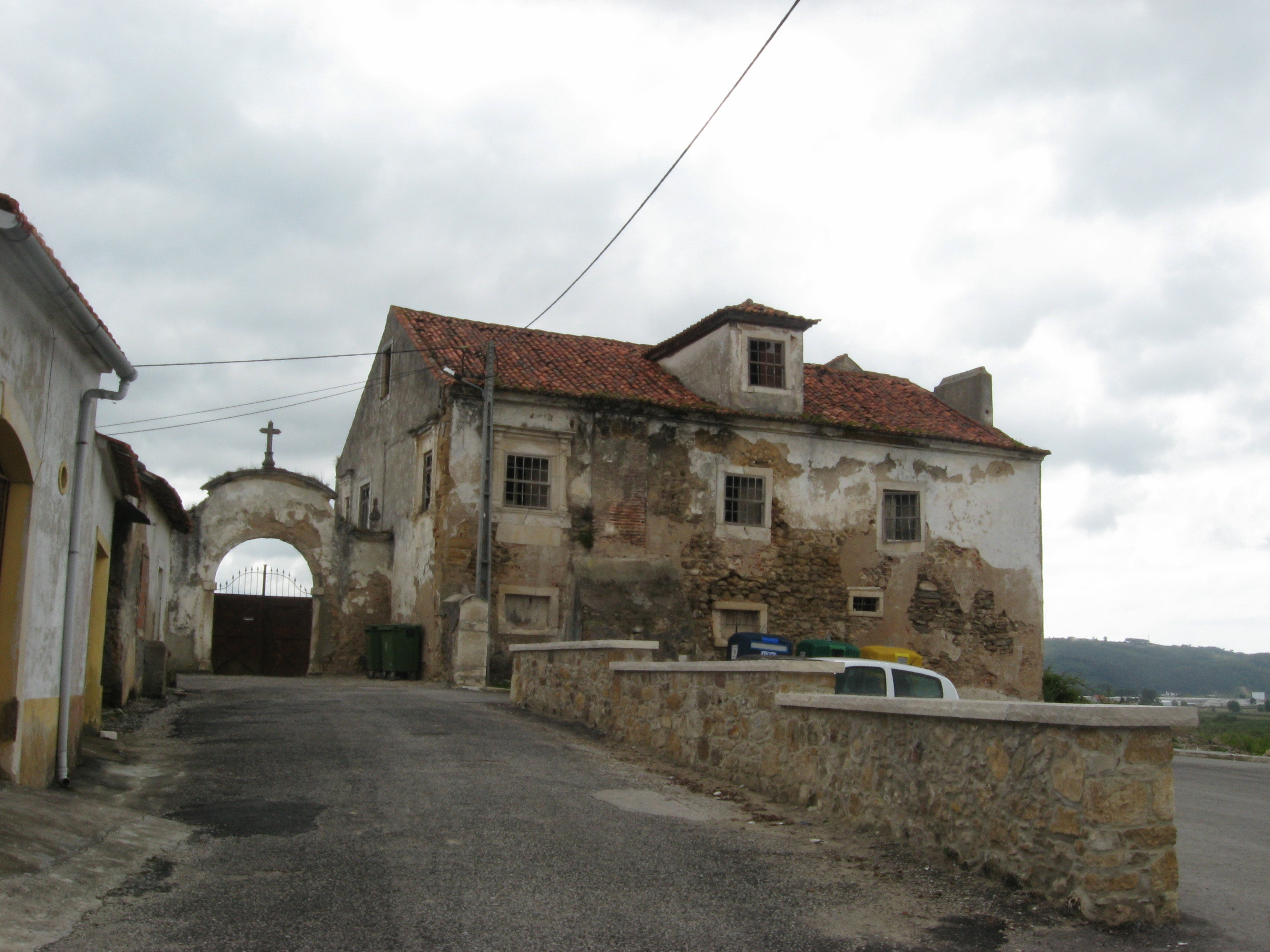
Verfallende Quinta do Outeiro

Die Bevölkerung lebt wie in den meisten Gebieten der ehemaligen Coutos de Alcobaça von der Landwirtschaft, die in Form von Frucht-, Gemüse- und Weinanbau betrieben wird, sowie von der Keramik- und Glasindustrie, in Mairoga bis vor kurzem auch von der Textilherstellung. Der größte Betrieb, die Companhia Fiação e Tecidos de Alcobaça (Gesellschaft für Weberei und Tuche) beschäftigte mit über 1.000 Arbeitnehmern einen Großteil der Bevölkerung Maiorgas, bis er 1999 geschlossen wurde. Auch verloren in neuerer Zeit die Keramik- und Glasbetriebe an Bedeutung, wovon es nur noch zwei gibt. So erlebte Maiorga, einst die größte und reichste Stadt (maiorica), in der Gegenwart einen zweiten Abstieg, der sich auch in dem Verfall vor allem der historischen Gebäude widerspiegelt. 